# Be Natural
『Be Natural』（ビー・ナチュラル）は、中村あゆみ10枚目のスタジオ・アルバム。
1994年8月24日発売。ポリドール（現ユニバーサル・ミュージック）移籍第1弾アルバム。

## 解説
長年、中村のバックバンドを務めていたThe Midnight Kidsの（一時）解散後に制作されたアルバムで、それまでの楽曲よりポップス色が強い作品となっている。

## 収録曲
作詞・作曲 中村あゆみ（特記以外） 編曲 中村哲
1. I NEED SOMEBODY,SOMEBODY LIKE YOU（5:40）
  - 作曲 中村哲
2. 空飛ぶ魔法のジュータン（5:19）
  - 21stシングル。「VOLVO850」CMソング
3. I Can't Get You Off My Mind（4:23）
  - 作詞 許瑛子 作曲 都志見隆
  - 「Shining Love」のカップリング曲。
4. Shining Love（4:19）
  - 本アルバム発売後に22ndシングルとして、リカット。シングル版とアレンジが大幅に異なる。
5. 夕映えをあなたと <Mixed on the AT&T DISQ™ Digital Mixer Core>（3:04）
6. 信じていたい〜Strawberry Time〜（5:40）
7. 今夜 私はネコになる（3:52）
8. Like A Blaze（5:15）
  - 作詞 許瑛子 作曲 大沢誉志幸
9. 愛するということ（5:03）
  - 作詞 松宮恭子 作曲 中村哲
10. I'm Yours Forever（4:50）
  - 作詞 田久保真見